# Deh Sar
Deh Sar (em persa: دهسر) é uma aldeia do distrito rural de Kiashahr, situada no condado de Astaneh-ye Ashrafiyeh, na província de Gilan, no Irã. Segundo o censo de 2006, sua população era de 541, em 157 famílias.